# 1993年のF1世界選手権

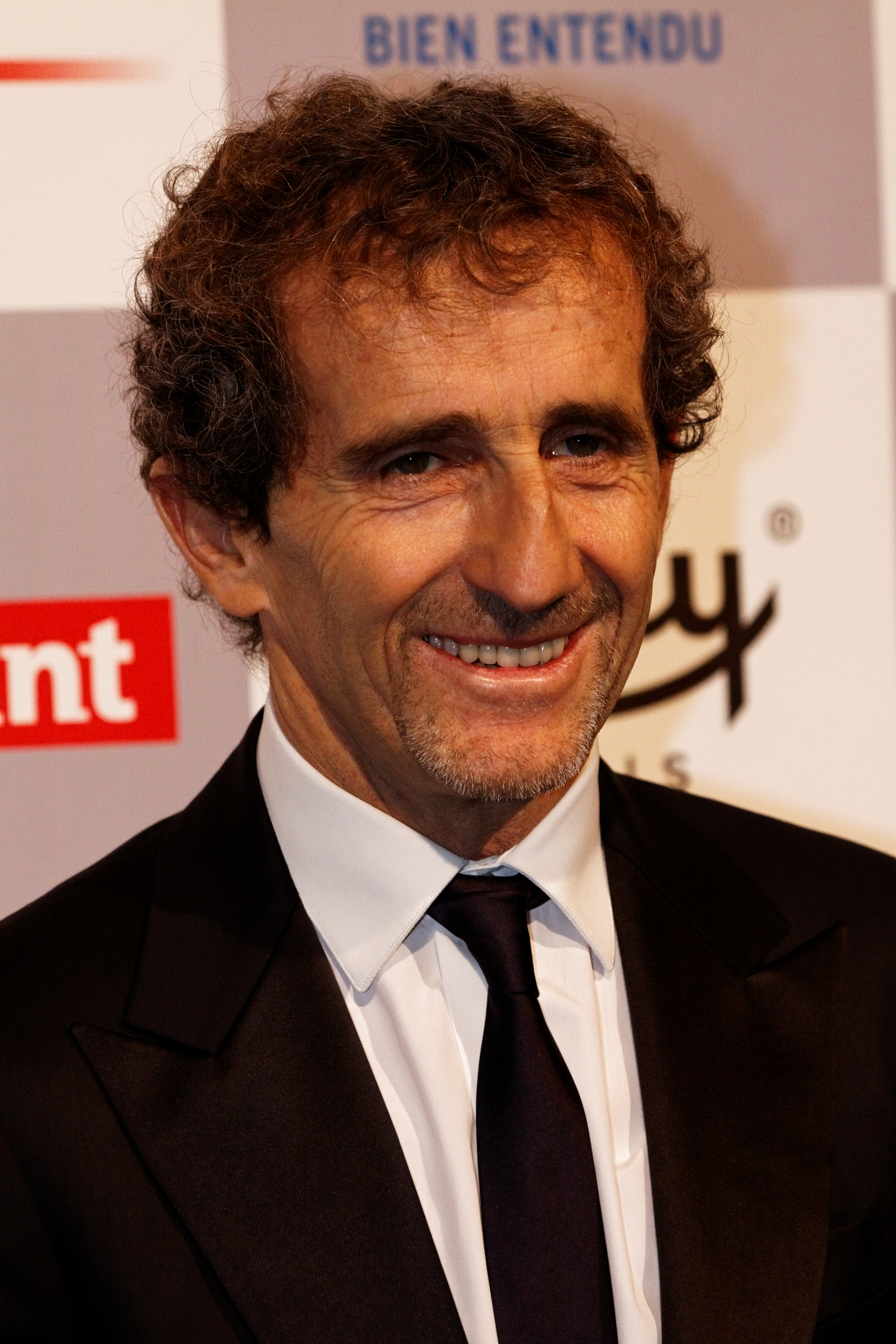
1993年のF1世界選手権において4度目のドライバーズタイトルを獲得したアラン・プロスト

1993年のF1世界選手権（1993ねんのエフワンせかいせんしゅけん）は、FIAフォーミュラ1世界選手権の第44回大会である。1993年3月14日に南アフリカ共和国で開幕し、11月7日にオーストラリアで開催される最終戦まで、全16戦で争われた。

## シーズン概要
このシーズンは、1992年シーズンを1年間休養する形となったアラン・プロストがウィリアムズのシートを得て2年ぶりにF1に参戦し4度目のワールドチャンピオンに輝いたシーズンである。
プロストのウィリアムズ加入は前年ダブルタイトルを獲得した最強チームと3度のチャンピオンを獲得している最強ドライバーという組み合わせとなり、ドライバーズチャンピオンシップの最有力候補として開幕前から大きな注目を浴びることとなった。
開幕してみるとシーズン序盤はマクラーレンのアイルトン・セナの大健闘により、タイトル争いは第6戦モナコGP終了時点までで、プロストとセナが共に3勝を挙げる激しいマッチレースの様相を呈したものの、第7戦カナダGPからプロストが4連勝を決めると、以降は自力に勝るウィリアムズ勢が横綱相撲を展開し、ウィリアムズ勢を脅かす存在が現れることはなかった。プロストはドライバーズチャンピオンシップを優位に進めていたものの、チームメイトであるデイモン・ヒルの成長もあり早い段階での決着とはならず、第14戦ポルトガルGPにて4度目のワールドチャンピオンの栄冠に輝いている。時を同じくしてプロストはポルトガルGP開幕に合わせて引退を表明し、このシーズン限りで13年間に及ぶF1でのキャリアに終止符を打つこととなった。コンストラクターズチャンピオンシップでは全戦で表彰台を確保したウィリアムズが前年に引き続き圧倒的な強さを見せ、開幕戦からポイントリーダーの座を一度も譲ることなく、プロストのチャンピオン戴冠と併せて2年連続のダブルタイトル獲得となっている。

## 主要チーム概要

### ウィリアムズ

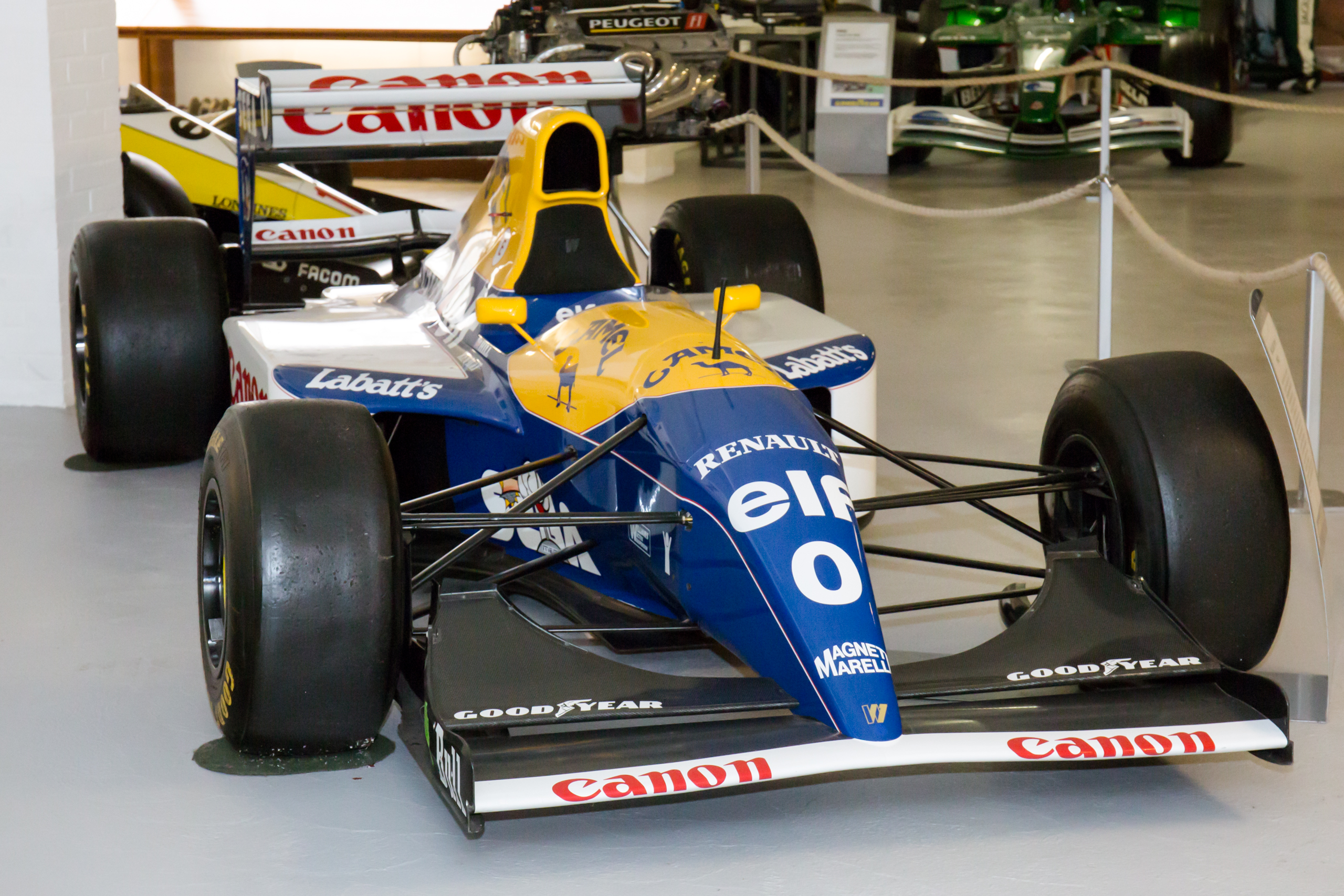
ウィリアムズ・ルノー FW15C

前年のウィリアムズはナイジェル・マンセルが圧倒的な速さでシーズンを席巻し、第11戦ハンガリーGPにて早々とチャンピオンを決定させた。チャンピオンが決定するとストーブリーグの動きに注目が集まったが、1993年のウィリアムズのシートを巡ってはマンセル・プロスト・セナによる熾烈な三つ巴の様相を呈す事態となった。政治的な駆け引きにうんざりしたマンセルが早々にF1引退を表明してチームを去る決断を下し、最終的にエンジンを供給していたルノーの後ろ盾を得ていたプロストがウィリアムズのシートを獲得するに至っている。プロストはセナを拒否する条項を契約に盛り込んでいたとみられ、チームメイトには前年よりテストドライバーを務めていたデイモン・ヒルが昇格することとなった。
前年のマンセルの成績と最強マシンと3度のワールドチャンピオンの実績により、シーズン開幕前の下馬評ではプロストの圧勝が予想されていた。しかし、いざシーズンが開幕すると序盤はやや苦戦を強いられ、第6戦モナコGP終了時点ではプロスト3勝、セナ3勝と二人で星を分ける展開となり、ポイントではセナにトップに立たれている。この序盤のプロストの苦戦は、苦手としている(また、セナが得意とする)ウェットコンディションのレースが多かったことや、1年ぶりにF1に復帰したプロストがハイテクカーへの順応に時間を要したことなど、様々な要因が考えられるが、この年のウィリアムズのマシンFW15Cにも構造的な問題があった。ウィリアムズのFW15Cはピットストップ等の停車時にエンジンの回転数を高く維持しておかないとエンジンストールを起こしやすい欠点があり、一度クラッチを切ってしまうと、運転席からは元に戻すこともできなかったのである。第3戦ヨーロッパGPではタイヤ交換時にエンジンストールを起こし遅れを取り、第6戦モナコGPに至ってはスタート時のフライングのペナルティによるピットレーンでの10秒ストップの際に続けざまに２度もエンジンストールを起こしてしまい、その間に周回遅れとなり最後尾からのレースを強いられている（レース自体は巻き返して4位入賞となっている）。
その後は自力の違いを見せ、第7戦カナダGPから第10戦ドイツGPまでプロストが4連勝を達成する。このプロストの4連勝の間、セナは表彰台すら確保することができずに失速。プロストはドライバーズチャンピオンシップでセナを大きく突き放すことに成功し、前年のマンセル同様に早期のタイトル獲得となるかに思われた。しかし、今度はチームメイトのデイモン・ヒルが成長し、やっかいな壁となってプロストの前に立ち塞がることになる。第10戦ドイツGPこそトップを走っていたヒルのタイヤがラスト2周でバーストしてしまい、プロストの元に幸運な勝利が転がり込んだものの、ヒルは第11戦ハンガリーGPから第13戦イタリアGPまで初優勝を含めて3連勝を達成。このヒルの連勝中、今度はプロストがツキに見放され3位表彰台1回を確保したのみにとどまり、ヒルにもタイトル挑戦の権利が発生してしまう事態となってしまった。このようにプロストはドライバーズチャンピオンシップを優位に進めてはいたものの、最後の一手を決めきれない状況にあった。そうした中で迎えた第14戦ポルトガルGPにおいて、PPからスタートする予定であったヒルがフォーメーションラップにスタートすることができずに最後尾からのスタートが確定したため、プロストにとって俄然有利な状況が発生すると、決勝レースではベネトンのミハエル・シューマッハがトップを走る展開となり、プロストも最終周回途中まで猛追したものの、最後は堅実に2位を確保しチャンピオンを決定させている。また、ポルトガルGP開幕にあたって、プロストは記者会見を開き自らの引退を発表しており、4度目のチャンピオン戴冠を決定させ自ら花道を飾った。
結局ウィリアムズは、序盤こそ思うように星を得ることができなったものの、終わってみればプロストとヒルの2人で全16戦中15PP、10勝を積み上げ、全戦で表彰台を確保するという圧倒的な強さを発揮し、ドライバーズチャンピオンシップと併せてのダブルタイトルを2年連続で達成することに成功した。また、前述のプロストの引退に伴い空席となった翌1994年のシートには、アイルトン・セナの移籍が決定している。

### マクラーレン

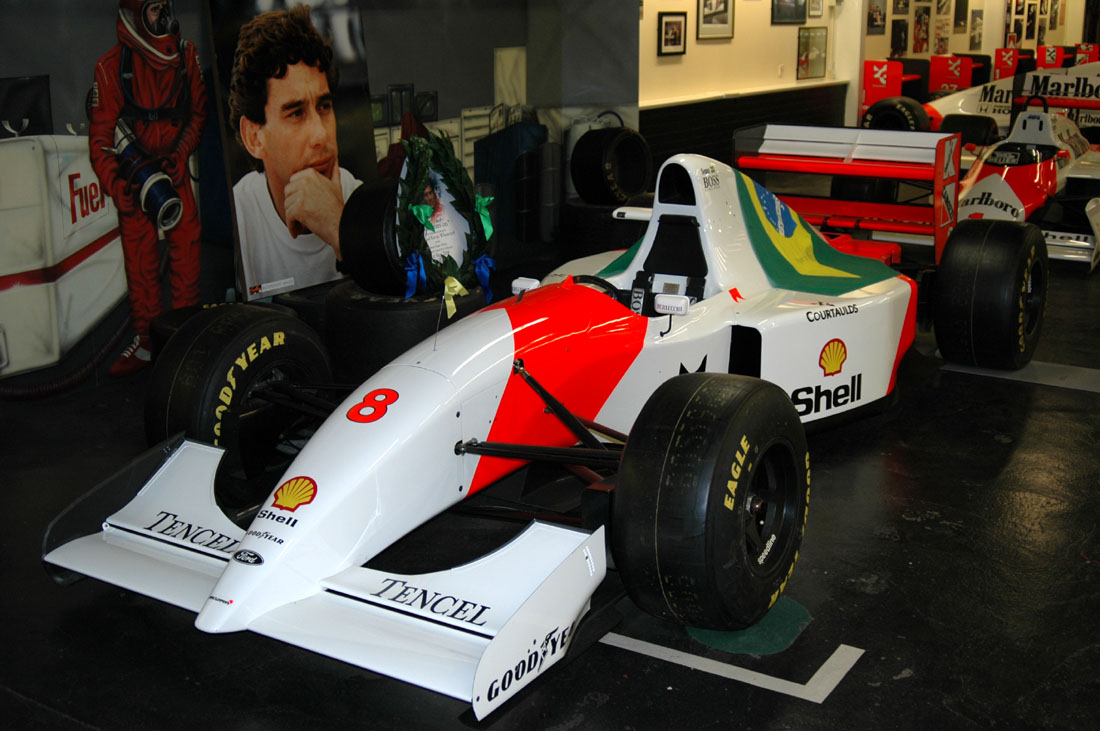
マクラーレン・フォード MP4/8

前年限りでホンダが撤退したマクラーレンは、ワークスエンジンの供給を引き出そうと手を尽くしたものの、結局前年ベネトンが使用していたフォードHBエンジンの旧スペックのカスタマー供給を受けることとなった。ドライバーはゲルハルト・ベルガーがチームを去り古巣フェラーリに復帰。ベルガーに代わってアメリカから1991年インディチャンピオンのマイケル・アンドレッティの加入がまず決定したものの、アイルトン・セナとの交渉は難航することとなった。希望していたウィリアムズへの移籍が実現しなかったセナに関しては、1年間の休養が本人の口から示唆されたり、アメリカのインディ選手権への移籍の噂も取り沙汰されていた。チームはセナとの交渉が不調に終わった場合を考え、ロータスから若手有望株のミカ・ハッキネンの獲得を決定させたものの、結局セナは開幕2週間前のマクラーレンのテストに参加すると新車のMP4/8に良い感触を得たのか、開幕戦1戦のみ出走する契約書にようやくサインをする運びとなり、第2戦目以降は1戦ごとに出場する契約を結んでいくという形で参戦することとなる（シーズン後半にレギュラー契約を結び、全戦に出走することとなった）。セナが契約をしたことでハッキネンがリザーブドライバーに回ることになり、セナ・アンドレッティ体制にてシーズンの開幕をようやく迎えている。
ウィリアムズとの前年の力関係や、旧型エンジンのカスタマー供給での参戦ということもあり、大いに苦戦が予想されたマクラーレンであったが、セナはシーズン序盤のウェットコンディションでのレース（第2戦ブラジルGPと第3戦ヨーロッパGP）において驚異的ともいえる勝負強さを発揮し２連勝を遂げると、第6戦モナコGPではプロストがスタート時のフライングのペナルティストップを受け順位を落としたのち、先行を許していたベネトンのシューマッハにトラブルが起こる幸運も味方にし、3勝目を記録してドライバーズチャンピオンシップにてトップに立つことに成功した。しかし、ウィリアムズとのマシン性能の差は歴然としたものがあり、第7戦カナダGPからはプロストに4連勝を許してしまい、大きく差を広げられ一気にタイトル争いからは脱落してしまった(セナは第6戦モナコでの優勝以降、第15戦日本GPでの優勝まで、表彰台に登ることさえできなかった)。チーム側もウィリアムズとの戦力差を埋めようとフォードと交渉を続け、第9戦のイギリスGPからはベネトンが使用していた最新型のフォードHBエンジンを使用できるようになったものの、さしたるプラス材料とはならなかった。マクラーレンはプロストのチャンピオンが確定したシーズン終盤にようやく巻き返しを見せ、第15戦日本GPと最終戦オーストラリアGPではセナが2連勝を達成してシーズンを終えている（オーストラリアGPではこの年ウィリアムズ勢以外で唯一のポールポジションも獲得）。また、シーズン結果としては後述のアンドレッティの不振もあり、ウィリアムズに2倍近いポイント差を付けられたものの、セナの5勝が効いて、同じフォードエンジンで戦っていたライバルであるベネトン(前述の通りシーズン前半はベネトンが使用している最新型ではなく、性能が劣る旧型を使用していた)を上回り、コンストラクターズ2位は確保してシーズンを終えている。
一方、インディチャンピオンの実績を携えて周囲の注目を浴び、鳴り物入りでF1に参戦したアンドレッティであったが、開幕から4戦連続リタイアを喫してしまう。その全てがレース序盤での他車との接触や単独スピンという内容で、かつ予選のタイムもセナと比べると平凡なものであったことから、周囲からの期待する声は急速に萎んでしまった。2回の入賞を経たシーズン終盤の第13戦イタリアGPにてようやく3位に入り初めて表彰台に登ったものの本人がすでにF1でのキャリアに見切りをつけており、翌シーズンのアメリカのインディカー復帰に向けて有力チームとの交渉のスケジュールを優先させたいとの思惑からチームに対して契約解除を求め、1年間フル参戦することなくチームを離脱してしまっている。アンドレッティの離脱により、ようやくハッキネンにチャンスが巡ってくることとなった。ハッキネンは第14戦ポルトガルGPから出走すると、予選でいきなりセナを上回る3番手を獲得し関係者を驚かせる衝撃の再登場となった（決勝ではフェラーリのジャン・アレジとの熾烈なバトルとなり、単独スピンを喫してリタイアしている）。このシーズンを以ってセナがウィリアムズに移籍することとなり、以後ハッキネンはマクラーレンのエースドライバーとして戦っていくこととなる。

### ベネトン

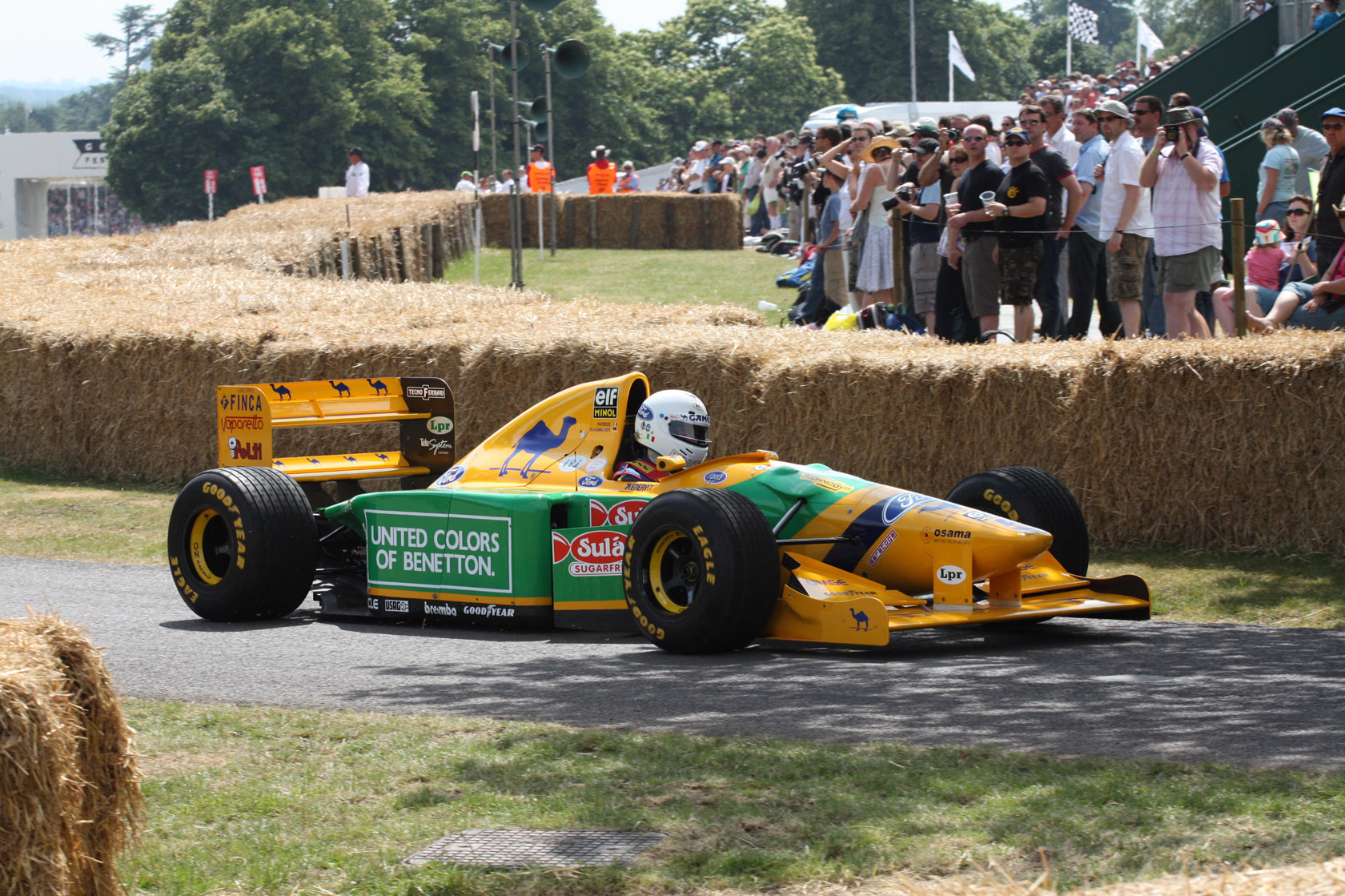
ベネトン・フォード B193

前年、ノンハイテクカーながら全戦入賞という快挙を成し遂げたベネトンは、この年からハイテクデバイスを盛り込んだ新車B193を開幕から投入した。ドライバーはベネトンでフル参戦2年目のシーズンを迎えたミハエル・シューマッハとウィリアムズから移籍してきたベテランのリカルド・パトレーゼの二人で参戦している。シューマッハは完走したレースはすべて表彰台を確保し、第14戦ポルトガルGPではプロストの猛追を振り切って優勝（通算2勝目）するなど、ドライバーズランキング4位を記録する結果を残し、エースとしての面目を躍如した。一方、新しくチームに加入したパトレーゼは最終的なランキングこそシューマッハに次ぐ5位に連なったものの、前半戦は表彰台に登ることもできず2度の入賞に留まっており、チームの期待をやや裏切ってしまっている。後半戦はハンガリーGPにて2位に入るなど、活躍を見せたものの、結局翌年のシートを得ることができぬままシーズンを終え、結果としてこのままF1から引退することになってしまった（翌シーズン、セナの死亡事故の後、ウィリアムズからオファーをもらったものの、本人が固辞したといわれている）。コンストラクターズランキングでは、同じフォードエンジンユーザーであるマクラーレンには及ばず、悔しい3位でシーズンを終えている。

### フェラーリ

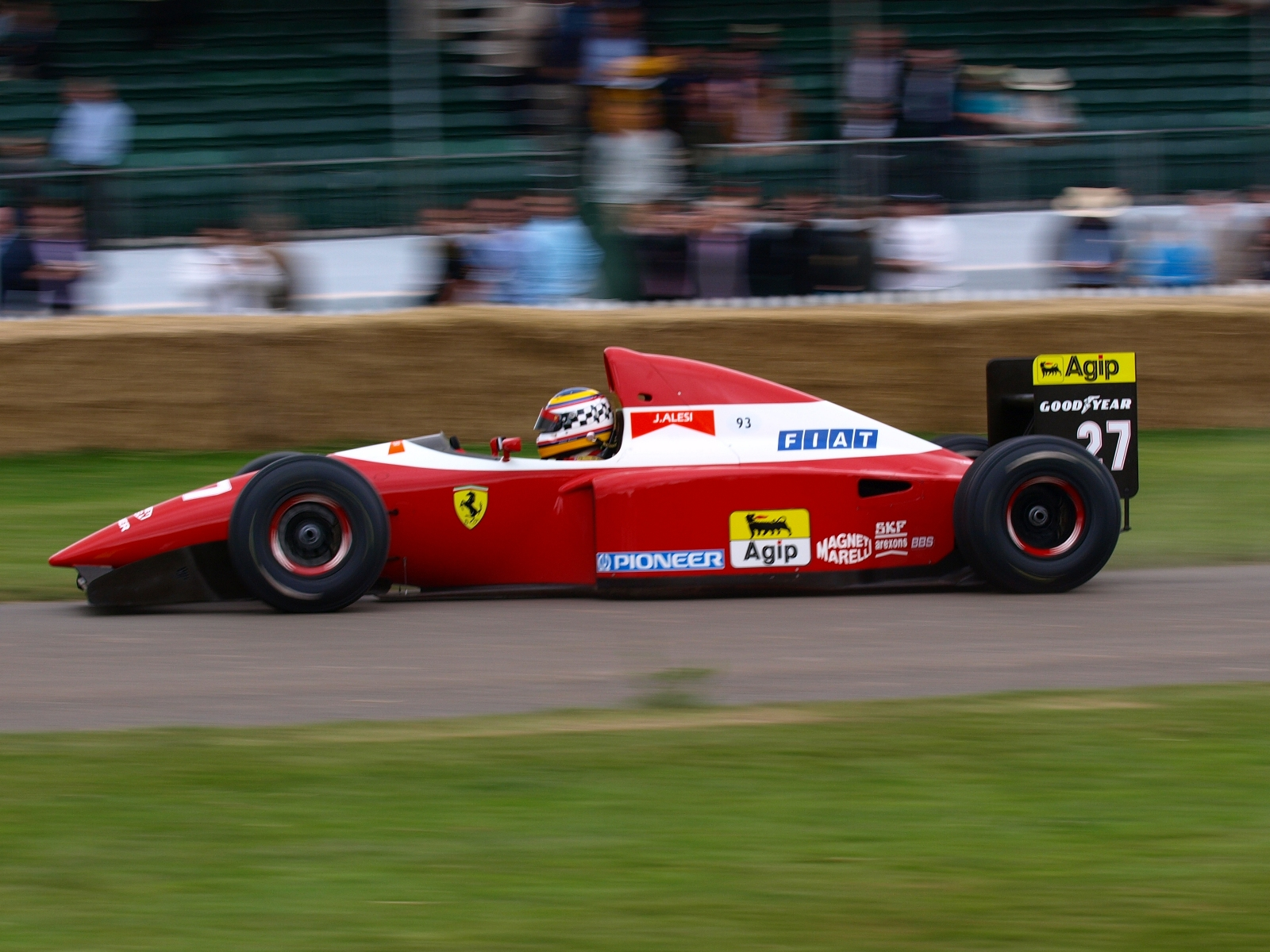
フェラーリ・F93A

前年獲得したポイントがわずか21ポイントと深刻な低迷を迎えたフェラーリはマクラーレンからベルガーが復帰し、ジャン・アレジとゲルハルト・ベルガーの二人で参戦した。前年の低迷から脱却を図ったシーズンを迎えたが、この年のF93Aはイージートラブルも多く信頼性が低く、ウィリアムズはもちろん、マクラーレンやベネトンと伍して戦うことも難しかった。しかしながら、第14戦ポルトガルGPではスタートを決めたアレジが1コーナーからトップを奪い、最初のピットストップまで首位を快走する姿を見せ、久し振りに存在感を発揮している。また、シーズン途中に元プジョースポール監督のジャン・トッドがチーム監督として招聘されるなど、組織全体での改革を着実に進める過度期のシーズンといえた。アレジが2位1回3位1回を含む4回の入賞、ベルガーは3位1回含む6回の入賞によってコンストラクターズ4位となっている。

### リジェ

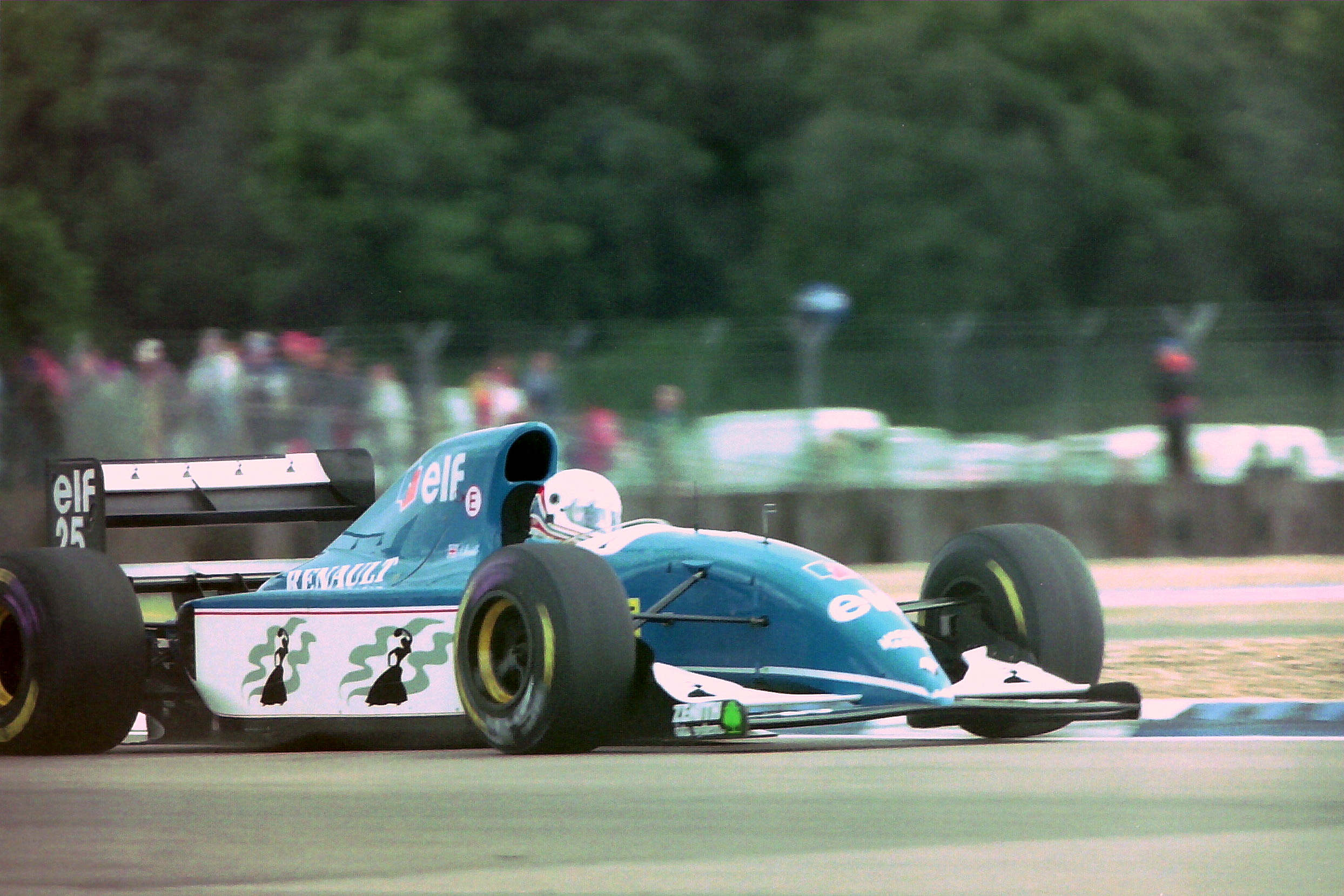
リジェ・ルノー JS39

リジェは1992年のシーズンオフに創設者のギ・リジェがチームを売却することを決定し、元AGSのシリル・ド・ルーブルが新しくオーナーに就任した。ドライバーは前年から刷新され、イギリス人のマーティン・ブランドルとマーク・ブランデルが起用されている（フランス系チームのリジェにおいて、フランス人ドライバーが一人も起用されなかったのは、この年が唯一である）。前年に引き続き、ルノーエンジンを搭載したこの年のJS39は、開幕戦から3位表彰台に登るなど度々マクラーレンやベネトン、フェラーリの間に割って入る好走を見せ、3度の3位表彰台を含む10度の入賞を果たしてコンストラクターズ5位に食い込んだ。また、チームとルノーの地元となるフランスGPではウィリアムズの2台に続いて予選3位、4位を確保し、ルノーエンジン車による予選トップ4独占を実現させている。

### ロータス

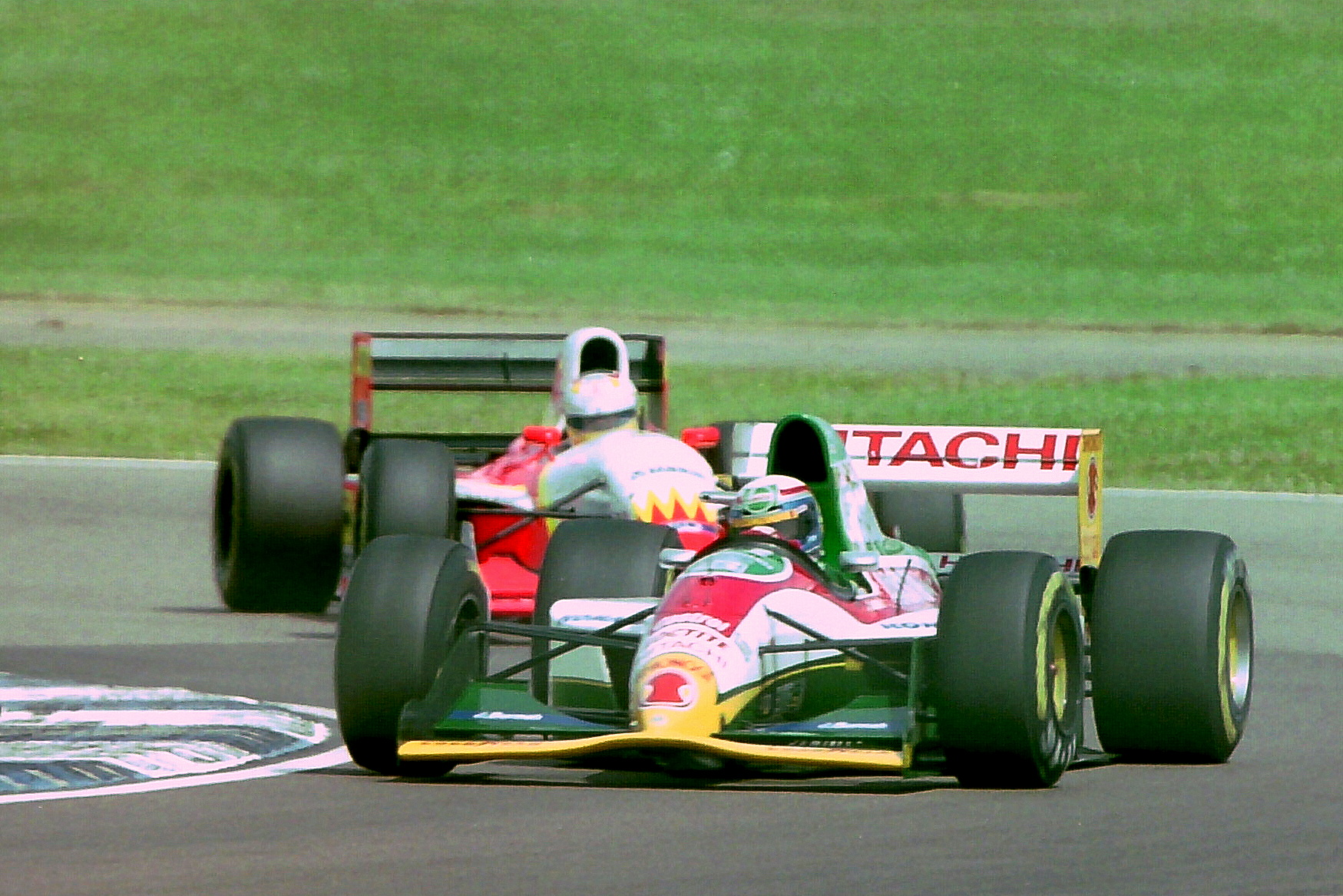
ロータス・フォード 107B

ロータスは前年使用した107を改良した107Bにて参戦した。エンジンは型落ちのフォードHBエンジンである。ドライバーはジョニー・ハーバートとマクラーレンに移籍したミカ・ハッキネンの後釜にアレッサンドロ・ザナルディがシートを得た。財政的に苦しい状態であったものの、エースのハーバートが3度の4位入賞を果たすなど入賞4回を記録し、コンストラクターズ6位に入っている。またイタリアGPにおいて、翌年から日本の無限ホンダエンジンの供給を受けることが発表されている。

### ザウバー

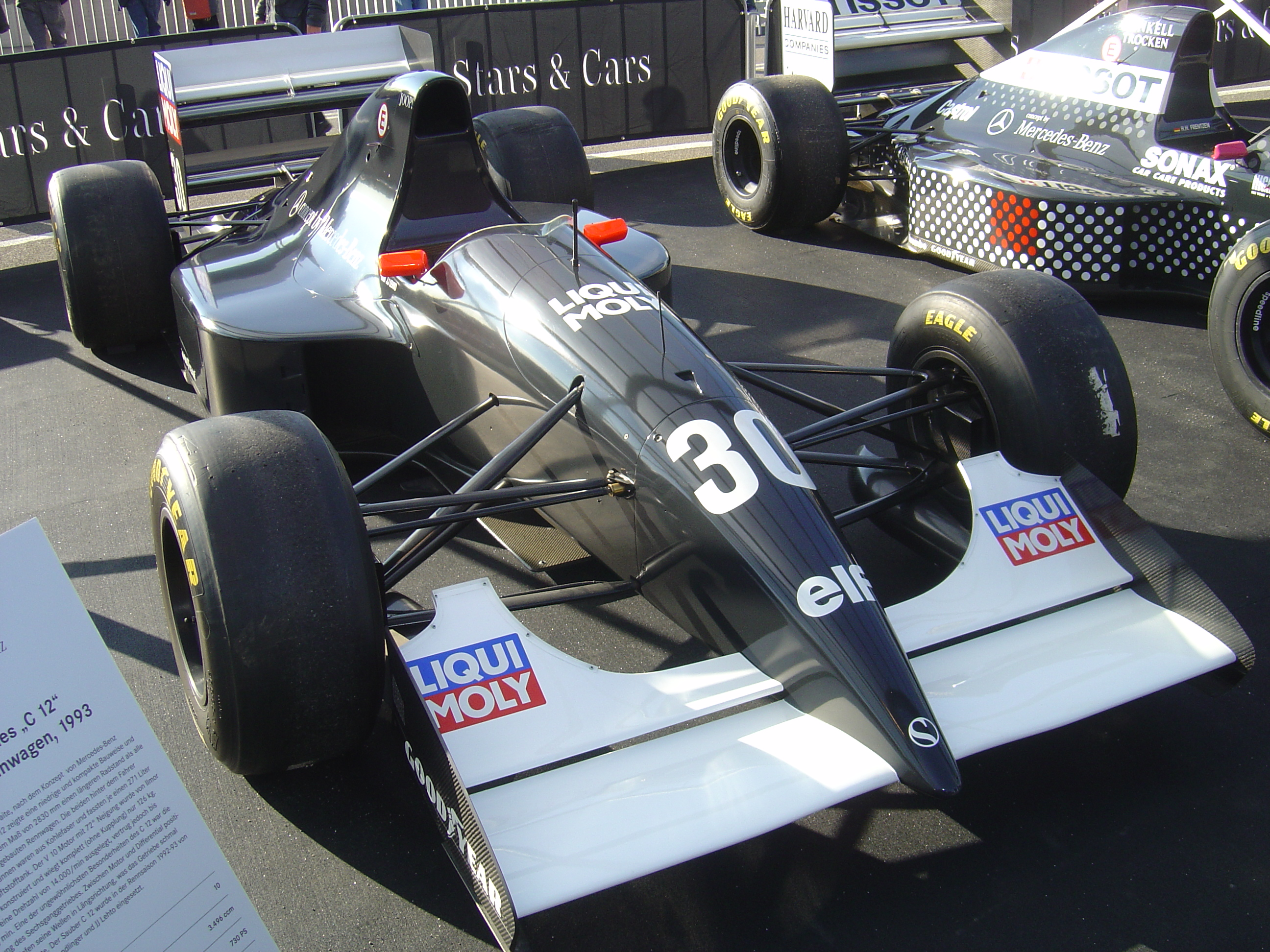
ザウバー・イルモア C12

このシーズンからザウバーが新規参戦を果たした。ザウバーはメルセデス・ベンツとの連携で長くスポーツカーレースなどで活躍していたが、元々はメルセデスのワークスチームとしてF1へ参戦する計画であった。しかしメルセデス側の事情でその計画は一旦は撤回されたものの、ザウバーが単独のプライベートチームでF1参戦を行うことになった経緯がある。車体には「Consepted By Mercedes Benz」と入っていたが、この年はイルモアエンジンにて参戦した。また、ドライバーにはメルセデスの支援を受けていたミハエル・シューマッハとカール・ヴェンドリンガーのコンビで参戦する計画を練っていたものの、すでにベネトンに在籍していたシューマッハがザウバーへの移籍を拒否。代わりにJ.J.レートが起用された経緯がある。開幕前のテストからベネトンやフェラーリを凌ぐタイムを出して大いに注目を集める存在であったが、二人で6度の入賞を達成。新規参入チームとしては大きな成功を収め、コンストラクターズ7位にランクインした。

### ジョーダン

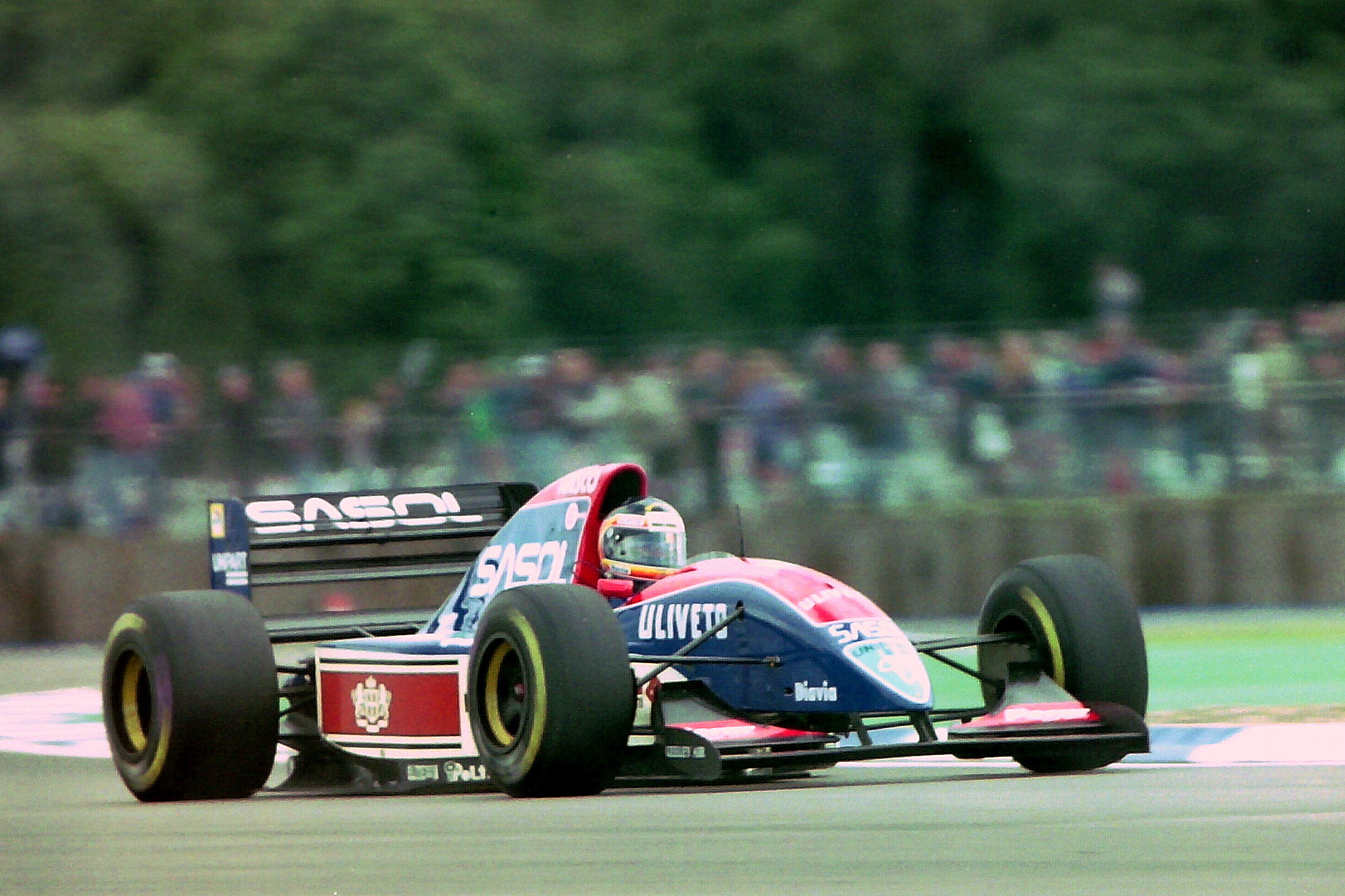
ジョーダン・ハート 193

ジョーダンはF1参戦3年目のシーズンを迎えた。この年は前年の不振の原因の一端であったヤマハエンジンに代わり、ハートエンジンにて参戦している。ドライバーにはルーベンス・バリチェロとフェラーリを追われたイヴァン・カペリを起用した。弱冠20歳のバリチェロは雨中のレースとなった第3戦ヨーロッパGPにて一時2位を走行するなど、デビューイヤーながらしばしば好走を見せ高い評価を得るに至り、以後ジョーダンのエースドライバーとして参戦を続けることとなる。一方のカペリは第2戦ブラジルGPにて予選落ちを喫すると早々に解雇されてしまい、空いたシートにはティエリー・ブーツェン（ベルギーGPを以って引退）や持参金ドライバーを複数起用してシーズンを終えた。シーズン終盤の日本GPにて当時全日本F3000に参戦していたエディ・アーバインがデビュー。日本GPではバリチェロとアーバインが5位、6位に入賞し、チームとしては2年ぶりのダブル入賞を記録している。

## 日本人ドライバー概要
この年は鈴木亜久里と片山右京がフル参戦をしている。また、鈴木利男が終盤の日本GPとオーストラリアGPにラルースからスポット参戦を果たした。

### 鈴木亜久里
鈴木亜久里はフットワークで2年目のシーズンを迎えた。前半戦はチームメイトのディレック・ワーウィック共々、平凡な成績であったものの、シーズン中盤にマクラーレンからアクティブサスペンションを購入して実装すると、課題であったハンドリングの不良が改善され、速さを示した。アクティブサスペンション実装後の後半戦はポルトガルGP以外はすべて予選トップ10を確保。特にベルギーGPでは当時日本人ドライバーの予選順位最高位タイ記録となる6位を獲得。1990年日本GPでの表彰台獲得の再来が大いに期待されたが、フットワークのFA14はギアボックスの信頼性に欠けており（ベルギーGPもギアボックストラブルでリタイアした）、予選での速さを決勝での結果に結びつけることができずに終わってしまっている。結局鈴木はこのシーズンも入賞できずに終わってしまい、2年間のフットワーク時代は1度も入賞することができなかった。そうした部分も影響をしてか、翌1994年シーズンは条件面で折り合いがつかずにF1浪人生活を送ることとなる。

### 片山右京
片山右京はF1参戦2年目を迎えた。前年のラルースからヤマハエンジンを搭載することとなったティレルに移籍している。この年のティレルは1991年シーズンに中嶋悟が走らせていた020の改良型で開幕を迎えるも、2年落ちのマシンでは戦闘力を有してはおらず厳しいシーズンを過ごした。また、この年からヤマハは単独でのエンジン製作を断念し、イギリスのジャッドとの提携を開始。ジャッドGVエンジンをベースに改良を施していくことになったが、その改良がまだまだ間に合ってはいなかった。シーズン途中で新車の021が投入されても事態が好転することはなかったものの、地元日本GPではシーズン最高の予選13番グリッドを獲得。決勝では鈴木亜久里と日本人ドライバー同士の白熱のバトルを見せ、鈴鹿のスタンドを湧かせたのが唯一の見せ場であった。結局この年も入賞することはできずにシーズンを終了している。
また、鈴木利男が資金難だったラルースからシーズン終盤の日本GPとオーストラリアGPの2戦にスポット参戦を果たした。予選は後方からのスタートとなったものの、2戦とも完走している。

## トピック
- アイルトン・セナが最終戦のオーストラリアGPにて優勝したが、翌年に事故死してしまうセナにとっては、結果としてこの最終戦での優勝が生涯最後の優勝となっている。
- 1988年からシャシー製作を外部に委託して参戦していたスクーデリア・イタリア（1993年よりシャシーはローラが製作：ローラ・フェラーリ）が、資金難により第14戦ポルトガルGPを最後にF1から撤退しミナルディと合併することとなった。
- パシフィック、ブラボF1（シムテック）等の参戦が噂されていたが、ブラボF1はチームオーナーの急死を理由に参戦を辞退している。尚、パシフィックは1994年から参戦した。
- 開幕前ではマーチも参戦を予定しており、ヤン・ラマースとジャン＝マルク・グーノンの起用を発表したが、スポンサーが見つからない上に十分な資金も確保できず、開幕戦の南アフリカグランプリに現れたのはドライバーだけでチームが現れないまま、チーム消滅という珍事が起きていた。このマーチのスタッフが集まって94年シムテックとして参戦する。また、グーノンは日本GPにてミナルディからF1デビューを果たしている。
- この年より、鈴鹿サーキットで行われた日本GPの他に大分県のオートポリスでアジアグランプリが行われる予定だったが、バブル崩壊によりサーキット運営会社が倒産する事態に陥った事もあり、日本で2つのグランプリが開催されるのは翌年のパシフィックGPまで待たなければならなかった。また、アジアグランプリの代替として、ドニントンでヨーロッパグランプリが開催されている。
- プロストの他にリカルド・パトレーゼ、デレック・ワーウィック、ティエリー・ブーツェン、イヴァン・カペリ、ファブリツィオ・バルバッツァといったドライバーがこの年をもってF1から引退した。一方でルーベンス・バリチェロが20歳、ルカ・バドエル、ペドロ・ラミーが21歳でデビューし、世代交代が進みつつあった。また、全日本F3000選手権で活躍していたエディ・アーバインがジョーダンから日本GPにてデビューを果たしている。マクラーレンからCARTチャンピオンのマイケル・アンドレッティがF1デビューを果たすも、最終的にイタリアGPの3位表彰台を最後にチームを離れ、そのままF1を去っていった。

## レギュレーション変更
- マシンの速度が向上し、コースアウト時の危険性が高まったので、スピード低減策としてダウンフォースの減少のためにフロントウイングの位置上昇、リヤウイングの小型化、リヤタイヤ幅やマシン全幅の短縮などが行われた。しかし、最終的には1992年と大差ないスピードを取り戻した。また、この年いっぱいで可動空力装置に当たるとしてアクティブサスペンションは禁止されたほか、トラクションコントロールなどの廃止も決定された。
- 前年度に制定されたセーフティカーが本年ブラジルGPで豪雨により初めて出動した。

## 開催地及び勝者
| ラウンド | レース                   | 開催日   | 開催地                 | ポールポジション | ファステストラップ     | 優勝者                 | コンストラクター      | レポート |
| -------- | ------------------------ | -------- | ---------------------- | ---------------- | ---------------------- | ---------------------- | --------------------- | -------- |
| 1        | 南アフリカグランプリ     | 3月14日  | キャラミ               | アラン・プロスト | アラン・プロスト       | アラン・プロスト       | ウィリアムズ-ルノー   | 詳細     |
| 2        | ブラジルグランプリ       | 3月28日  | インテルラゴス         | アラン・プロスト | ミハエル・シューマッハ | アイルトン・セナ       | マクラーレン-フォード | 詳細     |
| 3        | ヨーロッパグランプリ     | 4月11日  | ドニントン・パーク     | アラン・プロスト | アイルトン・セナ       | アイルトン・セナ       | マクラーレン-フォード | 詳細     |
| 4        | サンマリノグランプリ     | 4月25日  | イモラ                 | アラン・プロスト | アラン・プロスト       | アラン・プロスト       | ウィリアムズ-ルノー   | 詳細     |
| 5        | スペイングランプリ       | 5月9日   | バルセロナ             | アラン・プロスト | ミハエル・シューマッハ | アラン・プロスト       | ウィリアムズ-ルノー   | 詳細     |
| 6        | モナコグランプリ         | 5月23日  | モナコ                 | アラン・プロスト | アラン・プロスト       | アイルトン・セナ       | マクラーレン-フォード | 詳細     |
| 7        | カナダグランプリ         | 6月13日  | モントリオール         | アラン・プロスト | ミハエル・シューマッハ | アラン・プロスト       | ウィリアムズ-ルノー   | 詳細     |
| 8        | フランスグランプリ       | 7月4日   | マニクール             | デイモン・ヒル   | ミハエル・シューマッハ | アラン・プロスト       | ウィリアムズ-ルノー   | 詳細     |
| 9        | イギリスグランプリ       | 7月11日  | シルバーストン         | アラン・プロスト | デイモン・ヒル         | アラン・プロスト       | ウィリアムズ-ルノー   | 詳細     |
| 10       | ドイツグランプリ         | 7月25日  | ホッケンハイムリンク   | アラン・プロスト | ミハエル・シューマッハ | アラン・プロスト       | ウィリアムズ-ルノー   | 詳細     |
| 11       | ハンガリーグランプリ     | 8月15日  | ハンガロリンク         | アラン・プロスト | アラン・プロスト       | デイモン・ヒル         | ウィリアムズ-ルノー   | 詳細     |
| 12       | ベルギーグランプリ       | 8月29日  | スパ・フランコルシャン | アラン・プロスト | アラン・プロスト       | デイモン・ヒル         | ウィリアムズ-ルノー   | 詳細     |
| 13       | イタリアグランプリ       | 9月12日  | モンツァ               | アラン・プロスト | デイモン・ヒル         | デイモン・ヒル         | ウィリアムズ-ルノー   | 詳細     |
| 14       | ポルトガルグランプリ     | 9月26日  | エストリル             | デイモン・ヒル   | デイモン・ヒル         | ミハエル・シューマッハ | ベネトン-フォード     | 詳細     |
| 15       | 日本グランプリ           | 10月24日 | 鈴鹿                   | アラン・プロスト | アラン・プロスト       | アイルトン・セナ       | マクラーレン-フォード | 詳細     |
| 16       | オーストラリアグランプリ | 11月7日  | アデレード             | アイルトン・セナ | デイモン・ヒル         | アイルトン・セナ       | マクラーレン-フォード | 詳細     |

## エントリーリスト
| エントラント                               | コンストラクタ | シャーシ    | エンジン                | タイヤ | ドライバー |
| ------------------------------------------ | -------------- | ----------- | ----------------------- | ------ | --- |
| キヤノン・ウィリアムズ・ルノー             | ウィリアムズ   | FW15C       | ルノーRS5(V10)          | G      | 0.デイモン・ヒル 2.アラン・プロスト |
| ティレル・レーシング・オーガナイゼーション | ティレル       | 020C 021    | ヤマハOX10(V10)         | G      | 3.片山右京 4.アンドレア・デ・チェザリス |
| キャメル・ベネトン・フォード               | ベネトン       | B193A B193B | フォードHB6,7,8(V8)     | G      | 5.ミハエル・シューマッハ 6.リカルド・パトレーゼ |
| マールボロ・マクラーレン・フォード         | マクラーレン   | MP4/8       | フォードHB5,7,8(V8)     | G      | 7.マイケル・アンドレッティ (7.)ミカ・ハッキネン 8.アイルトン・セナ                                                                                        |
| フットワーク・無限ホンダ                   | フットワーク   | FA13B FA14  | 無限MF351HB(V10)        | G      | 9.デレック・ワーウィック 10.鈴木亜久里 |
| チーム・ロータス・フォード                 | ロータス       | 107B        | フォードHB6(V8)         | G      | 11.アレッサンドロ・ザナルディ (11.)ペドロ・ラミー 12.ジョニー・ハーバート                                                                                 |
| サソル・ジョーダン・ハート                 | ジョーダン     | 193         | ハート1035(V10)         | G      | 14.ルーベンス・バリチェロ 15.イヴァン・カペリ (15.)ティエリー・ブーツェン (15.)マルコ・アピチェラ (15.)エマニュエル・ナスペッティ (15.)エディ・アーバイン |
| ラルース・ランボルギーニ                   | ラルース       | LH93        | ランボルギーニ3512(V12) | G      | 19.フィリップ・アリオー (19.)鈴木利男 20.エリック・コマス                                                                                                 |
| ローラ・BMSスクーデリア・イタリア          | ローラ         | T93/30      | フェラーリTipo040(V12)  | G      | 21.ミケーレ・アルボレート 22.ルカ・バドエル |
| ミナルディ・チーム                         | ミナルディ     | M193        | フォードHB6(V8)         | G      | 23.クリスチャン・フィッティパルディ (23.)ジャン＝マルク・グーノン 24.ファブリツィオ・バルバッツァ (24.)ピエルルイジ・マルティニ                           |
| リジェ・ジタン・ブロンド                   | リジェ         | JS39        | ルノーRS5(V10)          | G      | 25.マーティン・ブランドル 26.マーク・ブランデル |
| スクーデリア・フェラーリ                   | フェラーリ     | F93A        | フェラーリTipo041(V12)  | G      | 27.ジャン・アレジ 28.ゲルハルト・ベルガー |
| チーム・ザウバー・フォーメル1・イルモア    | ザウバー       | C12         | ザウバー(イルモア)V10   | G      | 29.カール・ヴェンドリンガー 30.J.J.レート |

### エンジン変更
- ベネトンは、第5戦までHBシリーズ7、第6戦はシリーズ6、第7戦以降はシリーズ8を使用。
- マクラーレンは、第8戦までシリーズ5、第9戦以降はシリーズ7と8を使用。

### 他備考
- マーチは、No.16をジャン＝マルク・グーノン、No.17をヤン・ラマースとしてエントリーしていたが、資金難から結局参戦出来ず、各カーナンバーは欠番となった。

## 1993年のドライバーズランキング
| 順位 | ドライバー                       | RSA | BRA | EUR | SMR | ESP | MON | CAN | FRA | GBR | GER | HUN | BEL | ITA | POR | JPN | AUS | ポイント |
| ---- | -------------------------------- | --- | --- | --- | --- | --- | --- | --- | --- | --- | --- | --- | --- | --- | --- | --- | --- | -------- |
| 1    | アラン・プロスト                 | 1   | Ret | 3   | 1   | 1   | 4   | 1   | 1   | 1   | 1   | 12  | 3   | 12  | 2   | 2   | 2   | 99       |
| 2    | アイルトン・セナ                 | 2   | 1   | 1   | Ret | 2   | 1   | 18  | 4   | 5   | 4   | Ret | 4   | Ret | Ret | 1   | 1   | 73       |
| 3    | デイモン・ヒル                   | Ret | 2   | 2   | Ret | Ret | 2   | 3   | 2   | Ret | 15  | 1   | 1   | 1   | 3   | 4   | 3   | 69       |
| 4    | ミハエル・シューマッハ           | Ret | 3   | Ret | 2   | 3   | Ret | 2   | 3   | 2   | 2   | Ret | 2   | Ret | 1   | Ret | Ret | 52       |
| 5    | リカルド・パトレーゼ             | Ret | Ret | 5   | Ret | 4   | Ret | Ret | 10  | 3   | 5   | 2   | 6   | 5   | 16  | Ret | 8   | 20       |
| 6    | ジャン・アレジ                   | Ret | 8   | Ret | Ret | Ret | 3   | Ret | Ret | 9   | 7   | Ret | Ret | 2   | 4   | Ret | 4   | 16       |
| 7    | マーティン・ブランドル           | Ret | Ret | Ret | 3   | Ret | 6   | 5   | 5   | 14  | 8   | 5   | 7   | Ret | 6   | 9   | 6   | 13       |
| 8    | ゲルハルト・ベルガー             | 6   | Ret | Ret | Ret | 6   | 14  | 4   | 14  | Ret | 6   | 3   | 10  | Ret | Ret | Ret | 5   | 12       |
| 9    | ジョニー・ハーバート             | Ret | 4   | 4   | 8   | Ret | Ret | 10  | Ret | 4   | 10  | Ret | 5   | Ret | Ret | 11  | Ret | 11       |
| 10   | マーク・ブランデル               | 3   | 5   | Ret | Ret | 7   | Ret | Ret | Ret | 7   | 3   | 7   | 11  | Ret | Ret | 7   | 9   | 10       |
| 11   | マイケル・アンドレッティ         | Ret | Ret | Ret | Ret | 5   | 8   | 14  | 6   | Ret | Ret | Ret | 8   | 3   |     |     |     | 7        |
| 12   | カール・ヴェンドリンガー         | Ret | Ret | Ret | Ret | Ret | 13  | 6   | Ret | Ret | 9   | 6   | Ret | 4   | 5   | Ret | 15  | 7        |
| 13   | J.J.レート                       | 5   | Ret | Ret | 4   | Ret | Ret | 7   | Ret | 8   | Ret | Ret | 9   | Ret | 7   | 8   | Ret | 5        |
| 14   | クリスチャン・フィッティパルディ | 4   | Ret | 7   | Ret | 8   | 5   | 9   | 8   | 12  | 11  | Ret | Ret | 8   | 9   |     |     | 5        |
| 15   | ミカ・ハッキネン                 |     |     |     |     |     |     |     |     |     |     |     |     |     | Ret | 3   | Ret | 4        |
| 16   | デレック・ワーウィック           | 7   | 9   | Ret | Ret | 13  | Ret | 16  | 13  | 6   | 17  | 4   | Ret | Ret | 15  | 14  | 10  | 4        |
| 17   | フィリップ・アリオー             | Ret | 7   | Ret | 5   | Ret | 12  | Ret | 9   | 11  | 12  | 8   | 12  | 9   | 10  |     |     | 2        |
| 18   | ルーベンス・バリチェロ           | Ret | Ret | 10  | Ret | 12  | 9   | Ret | 7   | 10  | Ret | Ret | Ret | Ret | 13  | 5   | 11  | 2        |
| 19   | ファブリツィオ・バルバッツァ     | Ret | Ret | 6   | 6   | Ret | 11  | Ret | Ret |     |     |     |     |     |     |     |     | 2        |
| 20   | アレッサンドロ・ザナルディ       | Ret | 6   | 8   | Ret | 14  | 7   | 11  | Ret | Ret | Ret | Ret | DNS |     |     |     |     | 1        |
| 21   | エリック・コマス                 | Ret | 10  | 9   | Ret | 9   | Ret | 8   | 16  | Ret | Ret | Ret | Ret | 6   | 11  | Ret | 12  | 1        |
| 22   | エディ・アーバイン               |     |     |     |     |     |     |     |     |     |     |     |     |     |     | 6   | Ret | 1        |
| 23   | ピエルルイジ・マルティニ         |     |     |     |     |     |     |     |     | Ret | 14  | Ret | Ret | 7   | 8   | 10  | Ret | 0        |
| 24   | 鈴木亜久里                       | Ret | Ret | Ret | 9   | 10  | Ret | 13  | 12  | Ret | Ret | Ret | Ret | Ret | Ret | Ret | 7   | 0        |
| 25   | ルカ・バドエル                   | Ret | 12  | DNQ | 7   | Ret | DNQ | 15  | Ret | Ret | Ret | Ret | 13  | 10  | 14  |     |     | 0        |
| 26   | ティエリー・ブーツェン           |     |     | Ret | Ret | 11  | Ret | 12  | 11  | Ret | 13  | 9   | Ret |     |     |     |     | 0        |
| 27   | アンドレア・デ・チェザリス       | Ret | Ret | Ret | Ret | DSQ | 10  | Ret | 15  | NC  | Ret | 11  | Ret | 13  | 12  | Ret | 13  | 0        |
| 28   | 片山右京                         | Ret | Ret | Ret | Ret | Ret | Ret | 17  | Ret | 13  | Ret | 10  | 15  | 14  | Ret | Ret | Ret | 0        |
| 29   | ミケーレ・アルボレート           | Ret | 11  | 11  | DNQ | DNQ | Ret | DNQ | DNQ | DNQ | 16  | Ret | 14  | Ret | Ret |     |     | 0        |
| 30   | ペドロ・ラミー                   |     |     |     |     |     |     |     |     |     |     |     |     | 11  | Ret | 13  | Ret | 0        |
| 31   | 鈴木利男                         |     |     |     |     |     |     |     |     |     |     |     |     |     |     | 12  | 14  | 0        |
| NC   | ジャン・マルク・グーノン         |     |     |     |     |     |     |     |     |     |     |     |     |     |     | Ret | Ret | 0        |
| NC   | イヴァン・カペリ                 | Ret | DNQ |     |     |     |     |     |     |     |     |     |     |     |     |     |     | 0        |
| NC   | マルコ・アピチェラ               |     |     |     |     |     |     |     |     |     |     |     |     | Ret |     |     |     | 0        |
| NC   | エマニュエル・ナスペッティ       |     |     |     |     |     |     |     |     |     |     |     |     |     | Ret |     |     | 0        |
| 順位 | ドライバー                       | RSA | BRA | EUR | SMR | ESP | MON | CAN | FRA | GBR | GER | HUN | BEL | ITA | POR | JPN | AUS | ポイント |

| 色   | 結果                                    |
| ---- | --------------------------------------- |
| 金色 | 勝者                                    |
| 銀色 | 2位                                     |
| 銅色 | 3位                                     |
| 緑   | ポイント獲得                            |
| 青   | 完走                                    |
| 青   | † 完走扱い（全周回数の90%以上走行）     |
| 青   | 規定周回数不足（NC）                    |
| 紫   | リタイア（Ret）                         |
| 赤   | 予選不通過（DNQ）                       |
| 赤   | 予備予選不通過（DNPQ）                  |
| 黒   | 失格（DSQ）                             |
| 白   | スタートせず（DNS）                     |
| 白   | レース中止（C）                         |
| 水色 | プラクティスのみ（PO）                  |
| 水色 | 金曜日テストドライバー（TD） 2003年以降 |
| 空欄 | プラクティス出走せず（DNP）             |
| 空欄 | 除外 (EX)                               |
| 空欄 | 到着せず (DNA)                          |
| 空欄 | 欠場 (WD)                               |

## 1993年のコンストラクターズランキング
| 順位 | コンストラクター        | 車番 | RSA | BRA | EUR | SMR | ESP | MON | CAN | FRA | GBR | GER | HUN | BEL | ITA | POR | JPN | AUS | ポイント |
| ---- | ----------------------- | ---- | --- | --- | --- | --- | --- | --- | --- | --- | --- | --- | --- | --- | --- | --- | --- | --- | -------- |
| 1    | ウィリアムズ-ルノー     | 0    | Ret | 2   | 2   | Ret | Ret | 2   | 3   | 2   | Ret | 15  | 1   | 1   | 1   | 3   | 4   | 3   | 168      |
| 1    | ウィリアムズ-ルノー     | 2    | 1   | Ret | 3   | 1   | 1   | 4   | 1   | 1   | 1   | 1   | 12  | 3   | 12  | 2   | 2   | 2   | 168      |
| 2    | マクラーレン-フォード   | 7    | Ret | Ret | Ret | Ret | 5   | 8   | 14  | 6   | Ret | Ret | Ret | 8   | 3   | Ret | 3   | Ret | 84       |
| 2    | マクラーレン-フォード   | 8    | 2   | 1   | 1   | Ret | 2   | 1   | 18  | 4   | 5   | 4   | Ret | 4   | Ret | Ret | 1   | 1   | 84       |
| 3    | ベネトン-フォード       | 5    | Ret | 3   | Ret | 2   | 3   | Ret | 2   | 3   | 2   | 2   | Ret | 2   | Ret | 1   | Ret | Ret | 72       |
| 3    | ベネトン-フォード       | 6    | Ret | Ret | 5   | Ret | 4   | Ret | Ret | 10  | 3   | 5   | 2   | 6   | 5   | 16  | Ret | 8   | 72       |
| 4    | フェラーリ              | 27   | Ret | 8   | Ret | Ret | Ret | 3   | Ret | Ret | 9   | 7   | Ret | Ret | 2   | 4   | Ret | 4   | 28       |
| 4    | フェラーリ              | 28   | 6   | Ret | Ret | Ret | 6   | 14  | 4   | 14  | Ret | 6   | 3   | 10  | Ret | Ret | Ret | 5   | 28       |
| 5    | リジェ-ルノー           | 25   | Ret | Ret | Ret | 3   | Ret | 6   | 5   | 5   | 14  | 8   | 5   | 7   | Ret | 6   | 9   | 6   | 23       |
| 5    | リジェ-ルノー           | 26   | 3   | 5   | Ret | Ret | 7   | Ret | Ret | Ret | 7   | 3   | 7   | 11  | Ret | Ret | 7   | 9   | 23       |
| 6    | ロータス-フォード       | 11   | Ret | 6   | 8   | Ret | 14  | 7   | 11  | Ret | Ret | Ret | Ret | DNS | 11  | Ret | 13  | Ret | 12       |
| 6    | ロータス-フォード       | 12   | Ret | 4   | 4   | 8   | Ret | Ret | 10  | Ret | 4   | 10  | Ret | 5   | Ret | Ret | 11  | Ret | 12       |
| 7    | ザウバー-イルモア       | 29   | Ret | Ret | Ret | Ret | Ret | 13  | 6   | Ret | Ret | 9   | 6   | Ret | 4   | 5   | Ret | 15  | 12       |
| 7    | ザウバー-イルモア       | 30   | 5   | Ret | Ret | 4   | Ret | Ret | 7   | Ret | 8   | Ret | Ret | 9   | Ret | 7   | 8   | Ret | 12       |
| 8    | ミナルディ-フォード     | 23   | 4   | Ret | 7   | Ret | 8   | 5   | 9   | 8   | 12  | 11  | Ret | Ret | 8   | 9   | Ret | Ret | 7        |
| 8    | ミナルディ-フォード     | 24   | Ret | Ret | 6   | 6   | Ret | 11  | Ret | Ret | Ret | 14  | Ret | Ret | 7   | 8   | 10  | Ret | 7        |
| 9    | フットワーク-無限ホンダ | 9    | 7   | 9   | Ret | Ret | 13  | Ret | 16  | 13  | 6   | 17  | 4   | Ret | Ret | 15  | 14  | 10  | 4        |
| 9    | フットワーク-無限ホンダ | 10   | Ret | Ret | Ret | 9   | 10  | Ret | 13  | 12  | Ret | Ret | Ret | Ret | Ret | Ret | Ret | 7   | 4        |
| 10   | ラルース-ランボルギーニ | 19   | Ret | 7   | Ret | 5   | Ret | 12  | Ret | 9   | 11  | 12  | 8   | 12  | 9   | 10  | 12  | 14  | 3        |
| 10   | ラルース-ランボルギーニ | 20   | Ret | 10  | 9   | Ret | 9   | Ret | 8   | 16  | Ret | Ret | Ret | Ret | 6   | 11  | Ret | 12  | 3        |
| 11   | ジョーダン-ハート       | 14   | Ret | Ret | 10  | Ret | 12  | 9   | Ret | 7   | 10  | Ret | Ret | Ret | Ret | 13  | 5   | 11  | 3        |
| 11   | ジョーダン-ハート       | 15   | Ret | DNQ | Ret | Ret | 11  | Ret | 12  | 11  | Ret | 13  | 9   | Ret | Ret | Ret | 6   | Ret | 3        |
| -    | ティレル-ヤマハ         | 3    | Ret | Ret | Ret | Ret | Ret | Ret | 17  | Ret | 13  | Ret | 10  | 15  | 14  | Ret | Ret | Ret | 0        |
| -    | ティレル-ヤマハ         | 4    | Ret | Ret | Ret | Ret | DSQ | 10  | Ret | 15  | NC  | Ret | 11  | Ret | 13  | 12  | Ret | 13  | 0        |
| -    | ローラ-フェラーリ       | 21   | Ret | 11  | 11  | DNQ | DNQ | Ret | DNQ | DNQ | DNQ | 16  | Ret | 14  | Ret | Ret |     |     | 0        |
| -    | ローラ-フェラーリ       | 22   | Ret | 12  | DNQ | 7   | Ret | DNQ | 15  | Ret | Ret | Ret | Ret | 13  | 10  | 14  |     |     | 0        |
| 順位 | コンストラクター        | 車番 | RSA | BRA | EUR | SMR | ESP | MON | CAN | FRA | GBR | GER | HUN | BEL | ITA | POR | JPN | AUS | ポイント |